# Omikron Cassiopeiae
Omikron Cassiopeiae (ο Cassiopeiae , förkortat Omikron Cas, ο Cas) som är stjärnans Bayerbeteckning, är en trippelstjärna belägen i södra delen av stjärnbilden Cassiopeja. Den har en skenbar magnitud på 4,50 och är synlig för blotta ögat. Baserat på parallaxmätning inom Hipparcosuppdraget på ca 4,64 mas, beräknas den befinna sig på ett avstånd av ca 700 ljusår (220 parsek) från solen.

## Egenskaper
Omikron Cassiopeiae är en blå jättestjärna av spektralklass B5IIIe. Den primära komponenten, Omikron Cassiopeiae A, är en spektroskopisk dubbelstjärna klassificerad som en variabel stjärna av Gamma Cassiopeiae-typen, och dess nära följeslagare fullbordar dess omloppsbana på 2,83 år (1 031,55 dygn). Paret har också upplösts med interferometri.
Primärstjärna Omikron Cassiopeiae A har en massa som är 6,2 gånger solens massa och en radie som är omkring 8 gånger solens. Den har en effektiv temperatur på 14 000 K. 
En mer avlägsen följeslagare, Omikron Cassiopeiae B, ligger separerad med 33,6 bågsekunder. Den är en stjärna av elfte magnituden i huvudserien av typ F. Eftersom den har en liknande egenrörelse som primärstjärnan antas den  vara gravitationsbunden.